# Pararistolochia alexandriana
Pararistolochia alexandriana är en piprankeväxtart som beskrevs av Michael J. Parsons. Pararistolochia alexandriana ingår i släktet Pararistolochia och familjen piprankeväxter. Inga underarter finns listade i Catalogue of Life.